# 1802
1802. је била проста година.

## Догађаји

### Март
- 27. март — Потписан је Амијенски мир којим је окончан рат између Велике Британије и Француске и њених савезника, Шпаније и Батавске републике.
- 28. март — Хајнрих Вилхелм Олберс је открио 2 Палас, други познати астероид.

### Јун
- 25. јун — Париски мир (1802)

### Август
- 2. август — Наполеон Бонапарта је проглашен „доживотним конзулом“ Француске, што му је дало право да именује наследника.

## Рођења

### Април
- 24. јул — Александар Дима Отац, француски књижевник

### Децембар
- Википедија:Непознат датум — о. 15. јул - Јакоб Сабар писац

## Смрти

### Фебруар
- 26. септембар — Јуриј Вега, словеначки математичар

### Децембар
- Википедија:Непознат датум — Свети мученик Лазар Нови - хришћански светитељ.
- Википедија:Непознат датум — Свети мученик Нан (Јован) Солунски - хришћански светитељ.